# Parafia Ducha Świętego w Ostrowie Wielkopolskim
Parafia pw. Ducha Świętego w Ostrowie Wielkopolskim – rzymskokatolicka parafia w dekanacie Ostrów Wielkopolski II. Funkcję proboszcza pełni od 1995 roku ks. kan. mgr Maciej Wyzujak.
Parafia została erygowana 27 sierpnia 1995 roku przez biskupa diecezji kaliskiej – Stanisława Napierałę.
Przy parafii swoją działalność prowadzą: Zespół młodzieżowy „Mocni Duchem”, Wspólnota Krwi Chrystusa, Żywy Różaniec Kobiet i Mężczyzn, Grupa Charytatywna, Krąg Biblijny, Ministranci, Chór parafialny, Wspólnota Dorosłych.